# Quận Adams, Pennsylvania
Quận Adams là một quận ở tiểu bang Pennsylvania, Hoa Kỳ. Theo điều tra dân số năm 2000, dân số quận là 91.292. Quận được lập vào ngày 22 tháng 1 năm 1800, từ một phần của quận York và được đặt tên theo Tổng thống thứ hai của Hoa Kỳ, John Adams. Quận lỵ của đóng ở Gettysburg 2.

## Thông tin nhân khẩu
Theo điều tra dân số 2 năm 2000, quận có dân số 91.292 người, 33.652 hộ, và 24.767 gia đình sống trong quận. Mật độ dân số là 176 người trên một dặm vuông (68/km ²). Có 35.831 đơn vị nhà ở với mật độ trung bình là 69 cho mỗi dặm vuông (27/km ²). Cơ cấu dân tộc của dân cư quận này gồm 95,39% người da trắng, 1,21% da đen hay người Mỹ gốc Phi, 0,20% người Mỹ bản xứ, 0,49% người châu Á, 0,02% người đảo Thái Bình Dương, 1,71% từ các chủng tộc khác, và 0,97% từ hai hoặc nhiều chủng tộc. 3,64% dân số là người Hispanic hay Latino thuộc chủng tộc nào. 42,7% là của Đức, 14,1% người Mỹ, Ailen 8,5% và 7,1% gốc tiếng Anh theo điều tra dân số năm 2000. 95,0% nói tiếng Anh và còn số người nói tiếng Tây Ban Nha chiếm 3,6% làm ngôn ngữ đầu tiên của họ.
Có 33.652 hộ, trong đó 33,70% có trẻ em dưới 18 tuổi sống chung với họ, 61,10% là các cặp vợ chồng sống với nhau, 8,50% có chủ hộ là nữ không có mặt chồng, và 26,40% là không lập gia đình. 21,30% của tất cả các hộ gia đình đã được tạo thành từ các cá nhân và 9,20% có người sống một mình 65 tuổi trở lên đã được người. Bình quân mỗi hộ là 2,61 và cỡ gia đình trung bình là 3,02.
Trong quận, cơ cấu tuổi dân số như sau: 24,90% ở độ tuổi dưới 18, 9,20% 18-24, 28,90% 25-44, 23,00% 45-64, và 13,90% người 65 tuổi hoặc lớn tuổi. Tuổi trung bình là 37 năm. Cứ mỗi 100 nữ có 96,30 nam giới. Cứ mỗi 100 nữ 18 tuổi trở lên, đã có 93,80 nam giới.